# Справа проти ФРС
Справа проти ФРС (англ. The Case Against the Fed) — книга Мюррея Н. Ротбарда 1994 року, яка критикує Федеральну резервну систему Сполучених Штатів, банківську систему часткового резервування та центральні банки загалом. У ньому докладно описано історію банківської системи з частковим резервуванням і вплив, який банкіри мали на монетарну політику протягом останніх кількох століть.
Ротбард стверджує, що теза про те, що Федеральна резервна система покликана боротися з інфляцією, є софістикою, що інфляція цін викликається лише збільшенням грошової маси, і що оскільки тільки банки збільшують грошову масу, то банки, в тому числі і Федеральна резервна система, є єдиним джерелом інфляції. Він пише: «На відміну від часів золотого стандарту, Федеральна резервна система не може збанкрутувати; вона володіє законною монополією на фальшивомонетництво (створення грошей з повітря) в усій країні. . . . Витончений трюк, якщо можеш вийти сухим з води!»

## Історія публікацій

### Англійською
- The Case Against the Fed. Alabama: Mises Institute, 1994; ISBN 978-0-945466-17-8

### Португальською
- Pelo fim do Banco Central. Rio de Janeiro: Editora Konkin, 2022;